# Pavel Przenioslo
Pavel Przenioslo (født i 1977) er en polsk mand, som den 18. juni 1999 blev idømt fængsel på livstid i Østre Landsret for dobbeltdrab og et drabsforsøg. Dermed skærpede landsretten på anklagerens opfordring dommen fra Byretten i Brøndbyerne, der lød på 16 års fængsel. Efter 13 års afsoning blev han prøveløsladt den 1. juli 2010 og udvist af Danmark for altid.

## Drabene
Den 12. juli 1997 mødte den Pavel op hos sin kammerat, den 21-årige Hamza Korkmaz i Kisumparken i Brøndby Strand for at diskutere fordelingen af udbyttet fra et væbnet røveri, de havde begået sammen. Pavel mente, at Hamza havde snydt ham for cirka 100.000 kroner, da byttet skulle fordeles. Han trak en revolver af mærket Smith & Wesson 353 magnum og sagde 'Se, hvad jeg har købt', hvorefter han skød sin kammerat gennem øjet. Derefter gik han ind i et tilstødende værelse, hvor Hamzas 18-årige dansk-thailandske kæreste, An Sirikhun, lå i sengen. Han beordrede hende til at tage dynen op over hovedet, og skød hende to gange på nært hold; en gang i skulderen og en gang i hovedet. An Sirikhun overlevede, men kuglen ødelagde hendes ene hjernehalvdel. Hun er i dag svært hjerneskadet og lammet i den ene side. Fosteret i hendes livmoder døde ved den voldsomme behandling, og hun aborterede, mens hun lå indlagt for sine kvæstelser.
Pavel fortsatte ind i et soveværelse, hvor den 48-årige Dan Allan Borggaard, kvindens far, lå og sov. Pavel skød ham to gange i hovedet på nært hold.